# Mario Ielpo
Mario Ielpo est un footballeur italien né le 8 juin 1963 à Rome. Il évoluait au poste de gardien de but.

## Biographie

### Joueur
Mario Ielpo est formé à la Lazio Rome, il rejoint l'équipe première en 1981,,.
Il ne joue pas de matchs avec l'équipe première et est prêté lors de la saison 1984-1985 à l'AC Sienne. De retour, à la Lazio, il dispute des matchs en deuxième division italienne et en Coupe d'Italie,.
En 1987, il rejoint le Cagliari Calcio. Le club évolue d'abord en troisième division en 1987-1988 puis subit deux promotions consécuties pour être promu en Serie A à l'issue de la saison 1989-1990. Ielpo est le gardien titulaire lors de cette saison et lors des trois suivantes en Serie A,.
Ielpo est transféré en 1993 à l'AC Milan,. Même s'il joue peu, il est sacré champion d'Italie en 1994,,.
Il joue un match durant la campagne de Ligue des champions de l'UEFA en 1993-1994, campagne remportée par le Milan AC. Il dispute une rencontre contre le FC Copenhague en phases de poules,.
En 1996, il rejoint le Genoa CFC. Il raccroche les crampons en 1998,.
Mario Ielpo dispute durant sa carrière un total de 104 matchs en Serie A. Au sein des compétitions européennes, il dispute un match de Ligue des champions et huit matchs de Coupe de l'UEFA.

## Palmarès
| AC Milan \| - Championnat d'Italie (2) : - Champion : 1993-94 et 1995-96. - Supercoupe d'Italie (2) : - Vainqueur : 1993 et 1994. \| \| - Ligue des champions (1) : - Vainqueur : 1993-94. - Supercoupe de l'UEFA (1) : - Vainqueur : 1994. \| |  | Cagliari - Championnat d'Italie D3 (1) : - Champion : 1988-89. - Coupe d'Italie D3 (1) : - Champion : 1988-89. |  | Sienne - Championnat d'Italie D4 (1) : - Champion : 1984-85. |
| - Championnat d'Italie (2) : - Champion : 1993-94 et 1995-96. - Supercoupe d'Italie (2) : - Vainqueur : 1993 et 1994. |  | - Ligue des champions (1) : - Vainqueur : 1993-94. - Supercoupe de l'UEFA (1) : - Vainqueur : 1994.            |  |                                                              |